# Sant'Elisabetta dei Fornari

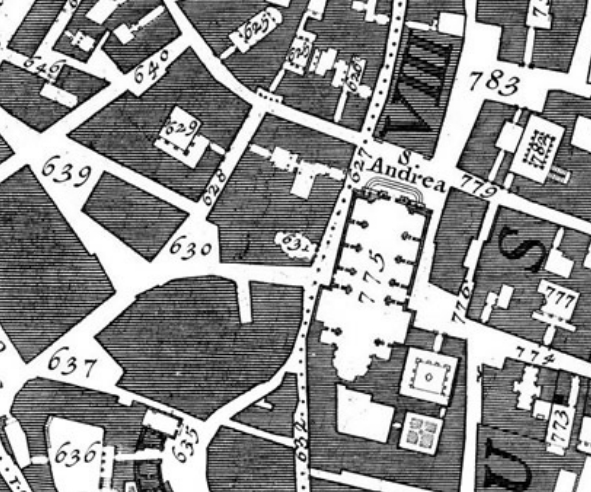
Mapa de Nolli (1748) da região mostrando a localização da igreja (nº 631).

Sant'Elisabetta dei Fornari, conhecida também como Sant'Elisabetta dell'Università de' Garzoni Tedeschi de' Fornari era uma igreja de Roma que ficava localizada na Via dei Chiavari, no rione Parione, com entrada em frente à lateral oeste de Sant'Andrea della Valle. Era dedicada a Santa Isabel da Hungria. Foi demolida em 1889 para permitir o alargamento da via.

## História
Esta igreja foi fundada em 1481 pelo papa Inocêncio VIII (r. 1484-1492) para a confraternidade dos padeiros alemães (em italiano:  Confraternità dei Garzoni Tedeschi de' Fornari), que mantinha um pequeno albergue / hospital para seus membros no terreno vizinho. A igreja original era dedicada à Visitação. Em 1645, a igreja foi reconstruída em estilo barroco com base em desenhos de Girolamo Rainaldi e rededicada a Santa Isabel. Nesta época, ela foi decorada com um ciclo de afrescos de Alessandro Salucci (1590-1655). O Mapa de Nolli (1748) lista o local como Università dei Garzoni Tedeschi dei Fornari, o que implica que eles trabalhavam nas padarias ao invés de serem os donos dos estabelecimentos.
A igreja foi demolida quando a Via dei Chiavari foi alargada para criar o Largo dei Chiavari como parte do programa de obras que permitiu a abertura do Corso Vittorio Emanuele II em 1889. Os altares laterais dedicados ao Sagrado Coração de Jesus e a Virgem Maria foram salvos e reinstalados na igreja de San Giorgio e dei Martiri Inglesi.

## Descrição
A igreja ficava do lado norte do cruzamento da moderna Via dei Chiavari com a Via Briscione. A via para o norte da esquina passou a ter o dobro da largura original e, portanto, o metade do terreno onde estava a igreja está hoje abaixo da rua. A outra metade, onde ficava o altar-mor, está sob o edifício moderno atualmente na esquina. A fachada da igreja estava alinhada com o lado oeste da estreita porção da rua que continua abaixo da esquina, ao longo do lado sul de Santa'Andrea.
A igreja propriamente dita tinha um plano elíptico alinhado ao eixo maior. Havia dois altares laterais em pequenos nichos e uma abside semicircular. Mariano Armellini transcreveu a inscrição que ficava sobre o portal relatando uma reconstrução em 1645: "Sodalitas pistorum nationis Germanicae aedem Visitationis B[eatae] M[ariae] V[irginis] collabentem diruit, novam denuo a fundamentis extruxit A[nno] D[omini] MDCXLV" ("A confraternidade de padeiros da nação alemã demoliu o arruinado templo da Visitação de Nossa Santa Virgem Maria e uma vez mais erigiu-a a partir das fundações, 1645 AD").